# Xavi Simons
Xavier Quentin Shay Simons (Amsterdam, 21. travnja 2003.) nizozemski je nogometaš koji igra na poziciji napadačkog veznog. Trenutačno igra za RB Leipzig.
Rođen u Amsterdamu, Xavi je sin Peggy Simons i bivšeg nizozemskog nogometaša Regillia Simonsa, koji je surinamskog podrijetla. Xavijev stariji brat Faustino (rođen 1996.), koji je također igrao nogomet, dijeli rođendan s Xavijem.

## Klupska karijera
Bio je veliki talent u juniorima Barcelone. Klubovi kao što su Real Madrid i Chelsea bili su zainteresirani za njega u to vrijeme. Nakon neuspješnih pregovora s Barcelonom oko novog ugovora, Xavi je odlučio promijeniti klub. Za njegove usluge bila je zainteresiran Paris Saint-Germain. Tamo je nastavio juniorsku karijeru. Godine 2021. započeo je seniorsku karijeru u PSG-u, zarađujući milijun eura godišnje. Za seniore je debitirao 10. veljače 2021., zamijenivši Juliana Draxlera u minimalnoj pobjedi protiv Caena. Njegov debi u Ligue 1 dogodio se 19. svibnja 2021. u utakmici protiv Strasbourga koji je poražen 1:4.
Dana 28. lipnja 2022. Simons se pridružio PSV Eindhovenu, potpisavši petogodišnji ugovor. Prvi pogodak postigao je u svom debiju, u utakmici protiv Ajaxa. Tijekom cijele sezone nastupio je u 34 utakmice i postigao 19 golova.
Unatoč postojećem ugovoru s PSV Eindhovenom, u srpnju 2023. PSG aktivirao je klauzulu o otkupu igrača od PSV-a, a cijena transakcije bila je 6 milijuna eura. Igrač je potpisao novi ugovor s PSG-om do kraja sezone 2026./27. Nekoliko dana kasnije, Simons je posuđen njemačkom RB Leipzigu do 30. lipnja 2024.

## Reprezentativna karijera
Simons je predstavljao Nizozemsku na razinama do 15, 16, 17, 19 i do 21 godine. Dana 21. listopada 2022. Simons je po prvi put u karijeri uvršten u preliminarni popis nizozemske reprezentacije, a 11. studenog službeno je pozvan na Svjetsko nogometno prvenstvo u Kataru 2022. Kao tada najmlađi igrač nizozemske momčadi, Simons je opisan kao "pomalo iznenađujuće uključenje".
U lipnju 2023. Simons je bio član nizozemske momčadi za finalni turnir UEFA Lige nacija 2023., počevši protiv Hrvatske u polufinalu i Italije u utakmici za treće mjesto.
Dana 29. svibnja 2024. Simons je imenovan članom nizozemske momčadi za Europsko prvenstvo 2024. Postigao je svoj prvi seniorski reprezentativni gol 10. lipnja 2024. protiv Islanda kojeg je Nizozemska dobila 4:0 u posljednjoj pripremnoj prijateljskoj utakmici uoči Europskog prvenstva.